# Vitez
Vitez (en alfabet ciríl·lic: Витез) és una ciutat i municipi de Bòsnia i Hercegovina que pertany al cantó de Bòsnia Central.